# سيانوفورمات الميثيل
سيانوفورمات الميثيل هو مركب عضوي له الصيغة CH3OC(O)CN. يتم استخدامه ككاشف في التخليق العضوي كمصدر لمجموعة ميثوكسي كاربونيل، وفي هذا السياق يُعرف أيضًا باسم كاشف ماندر. عندما يتم إنشاء إينولات الليثيوم في ثنائي إيثيل إيثر أو ميثيل تي بيوتيل إيثر، فإن المعالجة باستخدام كاشف ماندر ستوفر بشكل انتقائي منتج أسيل سي. وهكذا، بالنسبة لتفاعلات أسيلة إنولات التي يكون فيها انتقائية C-مقابل O-مصدر قلق، غالبًا ما يستخدم ميثيل سيانوفورمات بدلاً من كاشف أسيل أكثر شيوعًا مثل ميثيل الكلوروفورم.
الميثيل السيانوفورميت هو أيضًا أحد مكونات زيكلون أ. وله تأثيرات دموية.